# 小迫次男
小迫 次男（こさこ つぎお、1951年11月14日 - ）は、鹿児島県出身の元騎手。

## 経歴

### 1970年代
馬事公苑騎手養成長期課程では南井克巳・赤羽秀男・大江原哲・五十嵐忠男と同期になり、1971年3月6日に東京・本郷重彦厩舎からデビュー。
同6日の中山第10競走4歳100万下・ヒカリダイオー（11頭中3着）で初騎乗を果たすと、4月10日の中山第3競走障害5歳以上200万下・レブロンで初勝利を挙げ、1年目の同年から2桁の15勝（平地8勝, 障害7勝）をマーク。
3年目の1973年には2年ぶり2度目の2桁となる16勝をマークするが、障害9勝と平地（7勝）の勝ち星を上回った。同年から1975年まで3年連続2桁勝利を記録し、12勝を挙げた1975年は平地で11勝を挙げ、障害は1勝に終わる。
8勝に終わった1976年には障害0勝に終わり、13勝を挙げた1977年には福島大賞典で12頭中10番人気のメイジガルボに騎乗して重賞初制覇。
2年連続13勝の1978年には朝日杯3歳S・シーバードパークでビンゴガルーの3着とし、1979年はクイーンC→4歳牝馬特別（西）を連勝。1番人気に支持された桜花賞では伏兵ホースメンテスコの逃げ切りを許す2着に終わり、秋はクイーンS3着、スプリンターズS2着であった。

### 1980年代
1979年から平地の騎乗に専念し、1980年から1992年まで13年連続2桁勝利を記録。1984年からはフリーとなるが、自己最多の29勝を挙げた1985年にはブラックスキーで福島記念を制す。
1986年には福島記念でランニングフリーに騎乗し、ドウカンヤシマ・スピードヒーローを抑えて重賞初制覇に導き、自身は同レースを連覇。同年にはハセベルテックスで小倉3歳S・京成杯3歳S2着とし、1987年には第1回フラワーカップを制すが、桜花賞では岡部幸雄に乗り替わっている。

### 1990年代
本郷一彦厩舎所属となった1993年は9勝に終わるが、14頭中11番人気のトラストカンカンで小倉3歳S3着に入った。
1994年は5勝に終わったが、パルセイトで4歳牝馬特別（東）3着に入った。
1995年は3月11日の中山第1競走4歳未勝利・コンチネンタルが最後の勝利となり、4月30日の東京第12競走4歳以上500万下・ブライトハンター（11頭中8着）が最後に現役を引退。

## 騎手成績
| 通算成績 | 1着 | 2着 | 3着 | 4着以下 | 出走回数 | 勝率 | 連対率 |
| -------- | --- | --- | --- | ------- | -------- | ---- | ------ |
| 平地     | 298 | 298 | 312 | 2854    | 3762     | .079 | .158   |
| 障害     | 23  | 18  | 27  | 9       | 160      | .144 | .256   |
| 計       | 321 | 316 | 339 | 2946    | 3922     | .082 | .162   |

### 主な騎乗馬
- メイジガルボ（1977年福島大賞典）
- シーバードパーク（1979年クイーンカップ・4歳牝馬特別 (西)）
- ライトオスカー（1981年アラブ大賞典 (春)）
- ブラックスキー（1985年福島記念）
- ランニングフリー（1986年福島記念）
- ハセベルテックス（1987年フラワーカップ）